# 3 juillet 1974
Le mercredi 3 juillet 1974 est le 184e jour de l'année 1974.

## Naissances
- Jamie Feick, joueur américain de basket-ball
- Corey Reynolds, acteur américain
- Stephan Luca, acteur allemand
- Terry Fanolua, joueur de rugby à XV samoan
- Bronwyn Mayer, joueuse de water-polo australienne
- Grant Wilson, cofondateur de The Atlantic Paranormal Society
- Tomáš Chalupa, homme politique tchèque

## Décès
- Joseph Werbrouck (cyclisme) (né le 10 janvier 1882), coureur cycliste belge
- Samuel Roth (né en 1893), éditeur américain
- Rafael Garza Gutiérrez (né le 13 décembre 1896), footballeur et entraîneur mexicain
- José Vidal (né le 15 décembre 1896), footballeur international uruguayen
- Henri Pourtalet (né le 23 décembre 1899), Horticulteur, militant communiste français
- Sergeï Alexeïevitch Lebedev (né le 2 novembre 1902), électrotechnicien et automaticien russe
- Marcel Desrousseaux (né le 13 décembre 1907), footballeur français

## Autres événements
- Soyouz 14 est lancé avec à son bord Iouri Artioukhine
- Début de la Coupe d'Islande de football 1974
- Traité ABM est complété par un protocole
- Sortie française du film Un seul bras les tua tous
- Hong Soo-hwan devient champion du monde WBA